# We Are Going To
"We Are Going To"는 대한민국 래퍼 빈지노의 싱글이다. 빈지노의 첫 정규 음반 12의 수록곡이자 두 번째 싱글로서 2015년 11월 30일, 디지털 음원으로 발매하였다.

## 배경 및 특징
2015년 10월 9일 음반 선공개곡으로 "Break"을 공개했던 빈지노는 11월 28일, 자신의 인스타그램을 통해 기습적으로 30일에 싱글 "We Are Going To"를 발매한다고 밝혔다. 11월 30일, 디지털 다운로드 형식으로 발매되었으며 피제이가 프로듀싱, 빈지노의 여행 이야기를 테마로 만들었다. 빈지노가 타이, 미국 로스앤젤레스, 프랑스 파리 순으로 여행을 가며 이야기를 풀어나간다. 그에 맞게 편곡을 통해 각각 다른 무드를 자아내는 게 특징이다.

## 평가
힙합엘이는 12월 1주 차 윅엘이를 통하여, "잘 쓰인 아주 짧은 여행 에세이를 읽는 것만 같은 곡이었다"며 "빈지노는 그 위에서 자신의 여행담을 늘어놓는데, 어떠한 작위적임도 없어 언뜻 들어도 이야기가 귀에 바로바로 잘 들어온다"고 평가하였다. 또한 힙합 평론가 김봉현은 네이버 뮤직의 이 주의 발견을 통해 곡에 관해 기고하면서, "놀라운 노래"라고 평했다. 피제이와 빈지노의 조합에 "늘수록 이보다 최선일 수 없음이 증명되고 있다"고 하며 "'Break'에 이어 'We Are Going To'까지 들은 후 드는 생각은 단 하나 뿐이다. "빈지노의 정규앨범은 얼마나 새롭고 얼마나 대단할까?""라며 극찬하였다.

## 수록곡
| #  | 제목                  | 작사   | 작곡   | 재생 시간 |
| -- | --------------------- | ------ | ------ | --------- |
| 1. | 〈"We Are Going To"〉 | 빈지노 | 피제이 | 5:20      |

## 크레딧
아래 크레딧은 피제이의 인스타그램을 참고하였다.
- 빈지노 - 작사
- 피제이 - 작곡, 프로듀서, 전체 악기 세션
- 정유종 - 기타
- 박경선 - 믹스, 마스터링
- IAB 스튜디오 - 아트워크